# Wiśwamitra
Wiśwamitra (sanskryt विश्वामित्र, viśvāmitra) – jeden z Siedmiu Mędrców (ryszi) o wielkiej mądrości i sile duchowej, wymieniony w liście Śatapatha-Brahmana.
Jeden z bohaterów indyjskiego eposu Ramajany – nauczyciel Ramy i Lakszmany; w młodości król, wojownik i zdobywca, którego imię budziło grozę. Po sporze z Wasiszthą o Surabhi wyrzekł się władzy królewskiej i stał się, dzięki surowym umartwieniom i czystej sile woli, adeptem ascezy, wieszczem i świętym. Łączył w sobie dostojeństwo wieszcza i autorytet króla, ponadto był popędliwy i pewny siebie.
Nie odczuwał zmęczenia, gorąca ani zimna, głodu ani zmęczenia, a nawet starości – panował całkowicie nad potrzebami ciała i wstrzemięźliwością.
Na swojego następcę wybrał Śunahśepę, wywołało to bunt pięćdziesięciu ze stu jego synów. Nieposłuszni i przeklęci synowie uchodzili za przodków ludów niearyjskich.